# Christian Nicolau
Christian Nicolau (La Tronche, 3 de febrero de 1947) fue un atleta francés especializado en la prueba de 4 × 400 m, en la que consiguió ser campeón europeo en 1969.

## Carrera deportiva
En el Campeonato Europeo de Atletismo de 1969 ganó la medalla de oro en los relevos de 4x400 metros, con un tiempo de 3:02.3 segundos que fue récord de los campeonatos, llegando a meta por delante de la Unión Soviética y Alemania del Oeste (bronce).